# Gnadochaeta fulvicornis
Gnadochaeta fulvicornis är en tvåvingeart som först beskrevs av Zetterstedt 1849.  Gnadochaeta fulvicornis ingår i släktet Gnadochaeta och familjen parasitflugor. Inga underarter finns listade i Catalogue of Life.